# Plano de Mármore

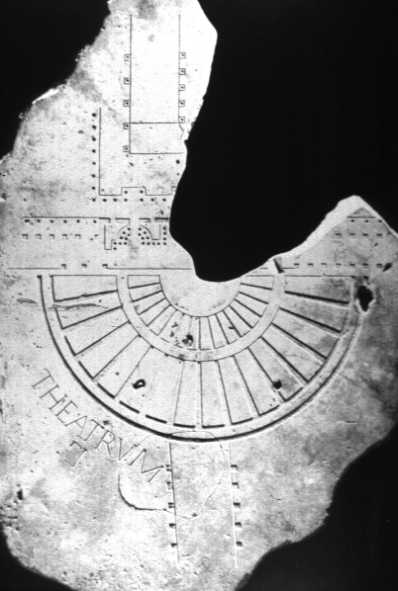
Reconstrução do trecho que representou o Teatro de Pompeu.

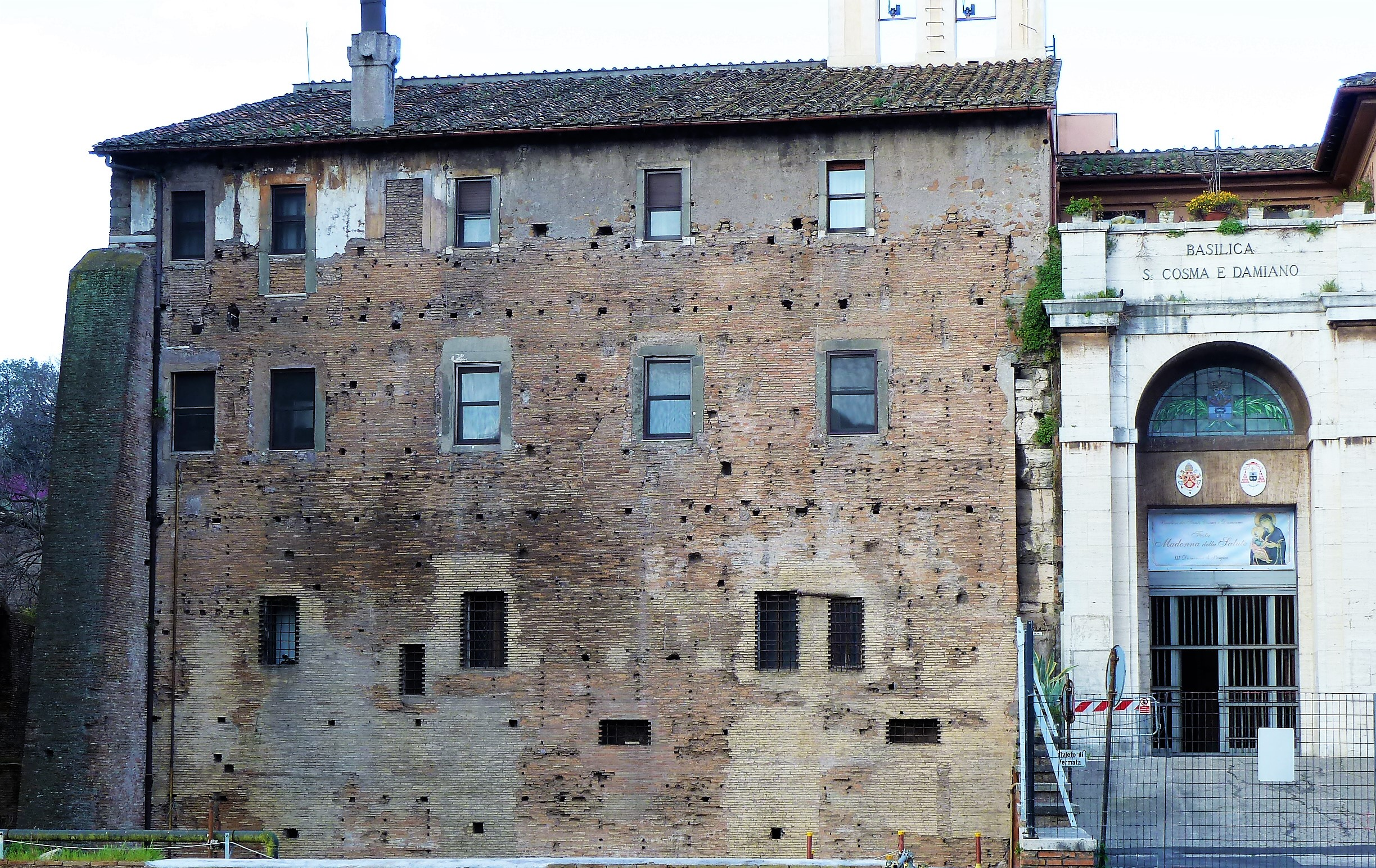
Muro do Templo da Paz onde o Plano de Mármore estava originalmente fixado, hoje incorporado ao convento de Santi Cosma e Damiano.

O Plano de Mármore, igualmente referido como Plano de Mármore Severano, Forma Urbis Romae, Pianta Marmorea ou Forma Urbis Marmorea, é um enorme mapa em mármore da Roma Antiga elaborado sob o imperador romano Sétimo Severo (r. 193–211) entre 203 e 211. Originalmente media 18 metros de largura por 13 de altura e foi esculpida em 150 lajes de mármore montadas no muro interior do edifício. Ao longo dos séculos seguintes deteriorou-se e foi saqueado para reutilização de seu material de construção. Pelo século XVI, foi redescoberto e escavado pela primeira vez, passando pro novas escavações ao longo dos quatro séculos seguintes. Seus fragmentos estiveram em exposição em vários museus de Roma, estando atualmente abrigados no Museu da Civilização Romana.

## História
Segundo estudos arqueológicos realizados no Templo da Paz, o Plano de Mármore teria provavelmente sido produzido entre 203 e 211, ou seja, nos últimos anos o reinado de Sétimo Severo (r. 193–211), após a reparação do edifício em decorrência de avarias causadas pelo incêndio de 192. Segundo os resultados obtidos, várias porções dos tijolos do muro no qual afixou-se as lajes de mármore apresentam reparos severanos ao trabalho flaviano original realizado por Domiciano (r. 81–96). Ao todos afixou-se com braçadeiras 150 lajes, que foram organizadas em 11 fileiras; as três primeiras fileiras foram colocadas horizontalmente, enquanto nas demais alternou-se entre vertical e horizontal. Suas bordas foram suavizadas para eliminar variações de espessura e nestas áreas gravou-se o mapa da cidade, que representa todos os edifícios e monumentos do período imperial numa escala de 1:240. Juntas, as placas medem 18,10 metros de largura e 13 de altura. Abaixo do mapa, o muro foi confrontado com um soclo, uma cornija, um ortóstato alto, outra cornija e por fim duas fileiras de mármore plano.
No começo do século V, o Plano de Mármore sofreu grandes avarias quando uma passagem é perfurada através da parede atrás dele, e ca. 530, com a edificação da Basílica dos Santos Cosme e Damião, seu muro passou a compor a parede de trás do novo edifício. Durante a Baixa Idade Média, o Templo da Paz foi abandonado e gradualmente deteriorou-se, com muitas lajes sendo roubadas para reuso do material ou para produção de cal. Em 1562, o jovem antiquarista e escultor Giovanni Antonio Dosio escavou fragmentos do Plano de Mármore de um sítio próximo a Basílica de São Cosme e Damião, sob a direção do humanista condotiero Torquato Conti, que adquiriu direitos de escavação dos cânones da igreja. Conti ofereceu os fragmentos recuperados para o cardial Alexandre Farnésio, que confiou-os a seu bibliotecário Onófrio Panvínio e seu antiquarista Fúlvio Orsini. Pouco interesse parece ter sido suscitado aos fragmentos de mármore.
Cerca de 1600, com a morte de Fúlvio Orsini, o interesse pelos fragmentos decaiu gradualmente e muitos dos até então descobertos foram perdidos quando foram utilizados na construção do Jardim Secreto da família Farnésio entre a Via Júlia e o rio Tibre. Em 1741-1742, a propriedade do Plano de Mármore é transferida para a população de Roma, e os fragmentos existentes foram transferidos para os Museus Capitolinos, onde o curador Pietro Forrier, com ajuda do arquiteto Giambattista Nolli, organizou-os e expôs-os em molduras de madeira. Com aporte de desenhos anteriores, cópias em mármore de pedaços perdidos foram criadas e postas a exibição. Alguns destes pedaços perdidos, contudo, mais adiante reapareceram, embora geralmente quebrados em pedaços menores. Durante o século XIX, vários fragmentos novos foram descobertos mediante escavações (1813, 1867, 1882, 1884, 1888 e 1891) e por 1899, com a demolição total do jardim da família Farnésio, recuperou-se centenas deles.
Em 1902, durante trabalhos nos muros do Palácio Farnésio, outros 14 fragmentos foram descobertos. Em 1903, o Plano de Mármore foi reconstruído nos Museus Capitolinos e permaneceu em exposição no muro do jardim do Palácio dos Conservadores até 1924, quando foi recolhido em decorrências de novas avarias; permaneceram nas salas do Antiquário do Célio. Em 1931-1938, 1950, 1956 e 1999 novos fragmentos foram escavados. Em 1939, devido a construção dum túnel de estrada de ferro e a ameaça de instabilidade da sala onde os fragmentos estavam armazenados, eles foram levados de volta para os Museus Capitolinos, onde permaneceram até 1955, ano que foram transferidos para o Palácio Braschi. Em 1998, foram novamente transferidos, agora para o Museu da Civilização Romana. Em 2001, um novo fragmento foi descoberto durante a construção duma passagem subterrânea ao longo da Via das Lojas Escuras, destinada a conectar-se próximo ao Museu da Cripta Balbi. Entre 2001-2002, alguns dos fragmentos foram exibidos separadamente no Coliseu e no Palácio Real em Milão.

## Planimetria
| Planimetria dos fóruns imperiais de Roma |
| --- |
| Pórtico Curvo Pórtico Purpúreo Secretaria do Senado Plano de Mármore Templo da Via Sacra Biblioteca Vico Cúprio Arco de Trajano Arco de Druso Arco de Gêrmanico Pórtico Absidado Quadriga Estátua equestre Fórum de Trajano Mercado de Trajano Biblioteca Úlpia Coluna de Trajano Basílica Úlpia Basílica Argentária Templo de Marte Vingador Templo de Minerva Templo da Paz Fórum de César Templo da Vênus Genetrix Átrio da Liberdade Estátua equestre Fórum Romano Cúria Júlia Basílica Emília Subura Fórum de Nerva Fórum de Augusto Fórum da Paz |